# Citharexylum
Citharexyleae, biljni rod iz porodice sporiševki (Verbenaceae) smješten u tribus Citharexyleae. Sastoji se od 78 vrsta rasprostranjenih od Teksasa na jug do Argentine Tipična vrsta je drvo ili grm Citharexylum spinosum. 

## Etimologija
Ime roda 'Citharexylum' potječe od grčkih riječi kithara i xylon, što znači lira ili violina odnosno drvo. Uobičajeni naziv “fiddlewood” potječe od upotrebe drva za glazbene instrumente. 

## Opis
Grmlje ili drveće. Listovi nasuprotni, jednostavni, s 1-3 para istaknutih žlijezda na bazi lamine. Cvjetovi u izduženim gronjama, izrazito peteljkasti. Čaška kratko 5-nazubljena ili usječena. Cvjetovi bijeli. Plod sa 2 dvosjemenom pirenom.

## Vrste
1. Citharexylum affine D.Don
2. Citharexylum alainii Moldenke
3. Citharexylum altamiranum Greenm.
4. Citharexylum amabile (Bocq.) Christenh. & Byng
5. Citharexylum andinum Moldenke
6. Citharexylum berlandieri B.L.Rob.
7. Citharexylum bourgeauanum Greenm.
8. Citharexylum brachyanthum (A.Gray ex Hemsl.) A.Gray
9. Citharexylum broadwayi O.E.Schulz
10. Citharexylum calvum Moldenke
11. Citharexylum caudatum L.
12. Citharexylum cooperi Standl.
13. Citharexylum costaricense Moldenke
14. Citharexylum crassifolium Greenm.
15. Citharexylum danirae León de la Luz & F.Chiang
16. Citharexylum decorum Moldenke
17. Citharexylum dentatum D.Don
18. Citharexylum discolor Turcz.
19. Citharexylum donnell-smithii Greenm.
20. Citharexylum ekmanii Moldenke
21. Citharexylum ellipticum Moc. & Sessé ex D.Don
22. Citharexylum endlichii Moldenke
23. Citharexylum flabellifolium S.Watson
24. Citharexylum flexuosum (Ruiz & Pav.) D.Don
25. Citharexylum fulgidum Moldenke
26. Citharexylum glabrum (S.Watson) Greenm.
27. Citharexylum guatemalense (Moldenke) D.N.Gibson
28. Citharexylum herrerae Mansf.
29. Citharexylum hexangulare Greenm.
30. Citharexylum hidalgense Moldenke
31. Citharexylum hintonii Moldenke
32. Citharexylum hirtellum Standl.
33. Citharexylum ilicifolium Kunth
34. Citharexylum joergensenii (Lillo) Moldenke
35. Citharexylum karstenii Moldenke
36. Citharexylum kerberi Greenm.
37. Citharexylum kunthianum Moldenke
38. Citharexylum laurifolium Hayek
39. Citharexylum ligustrifolium (Thur. ex Decne.) Van Houtte
40. Citharexylum lucidum Cham. & Schltdl.
41. Citharexylum lycioides D.Don
42. Citharexylum macradenium Greenm.
43. Citharexylum macrochlamys Pittier
44. Citharexylum matheanum Borhidi & Kereszty
45. Citharexylum matudae Moldenke
46. Citharexylum mexicanum Moldenke
47. Citharexylum microphyllum (DC.) O.E.Schulz
48. Citharexylum mocinoi D.Don
49. Citharexylum montanum Moldenke
50. Citharexylum montevidense (Spreng.) Moldenke
51. Citharexylum myrianthum Cham.
52. Citharexylum oleinum (Benth. ex Lindl.) Moldenke
53. Citharexylum ovatifolium Greenm.
54. Citharexylum peruvianum N.O'Leary & Frost
55. Citharexylum poeppigii Walp.
56. Citharexylum quitense Spreng.
57. Citharexylum racemosum Sessé & Moc.
58. Citharexylum reticulatum Kunth
59. Citharexylum rosei Greenm.
60. Citharexylum roxanae Moldenke
61. Citharexylum scabrum Moc. & Sessé ex D.Don
62. Citharexylum schottii Greenm.
63. Citharexylum schulzii Urb. & Ekman
64. Citharexylum sessaei D.Don
65. Citharexylum shrevei Moldenke
66. Citharexylum solanaceum Cham.
67. Citharexylum spinosum L.
68. Citharexylum stenophyllum Urb. & Ekman
69. Citharexylum steyermarkii Moldenke
70. Citharexylum subflavescens S.F.Blake
71. Citharexylum subthyrsoideum Pittier
72. Citharexylum svensonii Moldenke
73. Citharexylum teclense Standl.
74. Citharexylum tetramerum Brandegee
75. Citharexylum tristachyum Turcz.
76. Citharexylum ulei Moldenke
77. Citharexylum venezuelense Moldenke
78. Citharexylum weberbaueri Hayek
79. Citharexylum ×jamaicense Moldenke
80. Citharexylum ×leonis Moldenke

## Sinonimi
- Baillonia Bocq.; Adansonia 2: 251 (1862)